# Palomar (Valencia)
Palomar (en valenciano y oficialmente el Palomar) es un municipio de la Comunidad Valenciana, España. Perteneciente a la provincia de Valencia, en la comarca del Valle de Albaida.

## Geografía

Localización en la comarca del Valle de Albaida

Integrado en la comarca de Valle de Albaida, se sitúa a 86 kilómetros de la capital provincial. El término municipal está atravesado por tramos de la carretera nacional N-340 que permiten la comunicación con Albaida, por la carretera autonómica CV-62, que une la Autopista del Mediterráneo con la CV-60, y por carreteras locales que conectan con Bélgida y Atzeneta d'Albaida.
El territorio delimitado como término municipal de Palomar tiene una figura bastante irregular. El término está compuesto por tres zonas perfectamente diferenciadas. La huerta de Palomar es la parte más extensa, próxima al casco urbano, regada por el arroyo del barranco de la Junda y fuentes de manantiales como la Font de Sis. Un apéndice de este territorio se extiende hacia el norte cerca de Montaberner, que es cruzado por el río Albaida. Al sur, el exclave de la sierra de Palomar es un territorio de montaña integrado en la sierra de Benicadell. La altitud oscila entre los 865 m, en la sierra de Benicadell, y los 180 m a orillas del río Albaida. El pueblo se alza a 313 m sobre el nivel del mar. 
| Noroeste: Bufalí y Ollería | Norte: Ollería y Alfarrasí | Noreste: Montaberner         |
| Oeste: Bufalí y Albaida    |                            | Este: Bélgida y Carrícola    |
| Suroeste: Albaida          | Sur: Albaida               | Sureste: Adzaneta de Albaida |

El exclave de la sierra limita con Adzaneta de Albaida, Carrícola y Muro de Alcoy.

## Historia
En el siglo XIII fue cuando los historiadores consideran que se fundó y consolidó El Palomar. Con la conquista de Jaume I, estas tierras caen en manos de los cristianos. Los nuevos pobladores eran labradores y ganaderos aragoneses que, en el momento de la fundación, adoptaron el nombre que los musulmanes aborígenes le dieron a estas tierras (al Palombar) pero valencializándolo (El Palomar).
La repoblación fue un proceso largo y complejo que se prolongó durante toda la etapa medieval. Entre 1276 y 1277 se produce una situación crítica que pone en peligro el éxito de una colonización inicial basada en la línea de nuevas vilas fortificadas. Las poblaciones cristianas de la ruta Xátiva-Cocentaina-Xixona registran en estos momentos un alto grado de absentismo como consecuencia de los peligros de la revuelta sarracena y del precario arraigo de los primeros pobladores. El abandono de muchas tierras por parte de los beneficiarios de los primeros repartos permitirá la llegada de nuevos colonos, esta vez con intención de encontrar tierras de cultivo y de asentarse definitivamente. Es entonces cuando la huerta del Palomar sufre los efectos de la deserción masiva y muchas de sus parcelas se quedan sin propietarios circunstancialmente.
A partir de 1278-1279 se pretende paliar esta situación con nuevas concesiones, fundando pueblos y villas. Se detecta entonces cierta tendencia de los habitantes de las vilas a abandonar los recintos amurallados y establecerse en las huertas, aprovechando la llegada de la paz. Aun así, antes de la revuelta algunos colonos del vecino núcleo de Albaida ya se habían establecido en la huerta del Palomar y, por eso, vuelven ahora que la situación se ha pacificado. De esta forma, a las viejas familias que poseían tierras desde 1248 se unen a unos recién llegados atraídos por la refundación de nuevas vilas. 
Con este proceso, se instalan en estas tierras labradores, más sedentarios, interesados en asegurarse un patrimonio familiar para sobrevivir y transmitirlo a sus descendientes. Son los verdaderos colonos, principalmente catalanes, y su llegada se verá favorecida por unos nuevos monarcas y unas décadas de paz relativa y notable prosperidad y expansión económica. En este contexto se situó el establecimiento de la nueva alquería cristiana del Palomar. El núcleo primigenio ocupó tierras de regadío y creó un único núcleo en medio del recinto verde que cerraba la doble acequia. La huerta del Palomar y su acequia fue el elemento que dio vida a la población, además de ser un elemento de cohesión y dotar a los pobladores de un sentimiento de colectividad.
El primer documento que hace mención al Palomar data de 1327. Es una escritura de venta de tierras otorgada a Huguet Çesplugues (el primer palomarense que se conoce) en favor de un comprador albaidino. Se habla aquí de una alquería del Palomar, situada dentro del término de la vila cristiana de Albaida, poblada por cristianos.
Durante el siglo XIV, la alquería creció hasta merecer la calificación jurídica y usual de "lugar" del Palomar. Aun así, los primeros palomarenses dependían para casi todo de la vila de Albaida. Este primer El Palomar es una pequeña comunidad campesina, un conjunto de casas habitadas por labradores dedicados a la agricultura y la ganadería. 
A finales del siglo XVI, los palomarenses muestran sus primeros deseos de independencia. Es el 15 de diciembre de 1603 cuando D. Cristóbal II de los Milá y Aragón, cuarto conde de Albaida y primer marqués, promulga un privilegio por el que segregaba el lugar del Palomar de la vila de Albaida, la erigía en universidad y le daba la categoría de baronía. Es en estos momentos cuando llega al Palomar la orden cristiana de los dominicos, de la que se conserva la casa dels Frares. Esta universidad del Palomar estaba formada por un poblado dedicado ya poco a la ganadería. Comienzan entonces las actividades artesanales y surgen los oficios de panadero, carpintero, carnicero, hostalero, obreros, tejedores de sábanas e, incluso, fabricantes de pólvora. Como universidad, el Consejo del Palomar reivincida enseguida la construcción de un nuevo templo. El Consejo se reúne en la Sala del Consejo (antiguo Ayuntamiento restaurado recientemente) y dota al Palomar de una bandera, un sello y un tambor de guerra, además de crear y consolidar las fiestas. 
En el siglo XVIII, con el decreto de Nueva Planta, El Palomar pasa de Consejo a Ayuntamiento, lo que provoca muchos problemas con el marquesado de Albaida por el reparto del derecho de cuartel, la conducción del ganado, el impuesto del equivalente y de la pechada, la contribución palomarense a la deuda de la vila de Albaida anterior a la segregación, el agua de la acequia del Puerto o la delimitación de los términos jurídicos, entre otros.
Durante el siglo XVIII, Palomar participó del movimiento de expansión económica y demográfica y prácticamente duplicó su población. Las diferencias sociales estaban al orden del día. Pero la evolución de la población pasó por instantes traumáticos, como se puede observar en el siglo XIX, por la Guerra de la Independencia española|guerra del Francés y la epidemia de cólera de 1834-1885. Aunque en la segunda mitad del siglo incrementó su población.
A lo largo de todos estos siglos, la existencia de los palomarenses discurrió según la monótona sucesión de las estaciones. Los trabajos agrícolas que les acompañaban marcaban el ritmo vital y daban a los habitantes de esta pequeña población una mentalidad marcadamente campesina: la inmensa mayoría de los palomarenses eran agricultores. Esta situación se mantiene hasta entrado el siglo XX, cuando poco a poco la localidad se industrializa y urbaniza hasta convertirse en lo que es hoy en día.

## Demografía
Palomar cuenta con una población de 598 habitantes (INE 2024).
| Gráfica de evolución demográfica de Palomar entre 1842 y 2021                                                       |
| |
| Población de derecho según los censos de población del INE Población de hecho según los censos de población del INE |

## Administración y política
| Periodo   | Nombre                  | Partido           |
| --------- | ----------------------- | ----------------- |
| 1979-1983 | Vicente Guerrero        | UCD               |
| 1983-1987 | Vicente Guerrero        | AP                |
| 1987-1991 | Carlos Seguer           | PSPV-PSOE         |
| 1991-1995 | Carlos Seguer           | PSPV-PSOE         |
| 1995-1999 | Abel Albiñana Policarpo | PSPV-PSOE         |
| 1999-2003 | Jordi Vila Vila         | PSPV-PSOE         |
| 2003-2007 | Jordi Vila Vila         | PSPV-PSOE         |
| 2007-2011 | Jordi Vila Vila         | PSPV-PSOE         |
| 2011-2015 | Jordi Vila Vila         | PSPV-PSOE         |
| 2015-2019 | Jordi Vila Vila         | PSPV-PSOE         |
| 2019-2023 | Jordi Vila Vila         | La Vall ens Uneix |

## Patrimonio

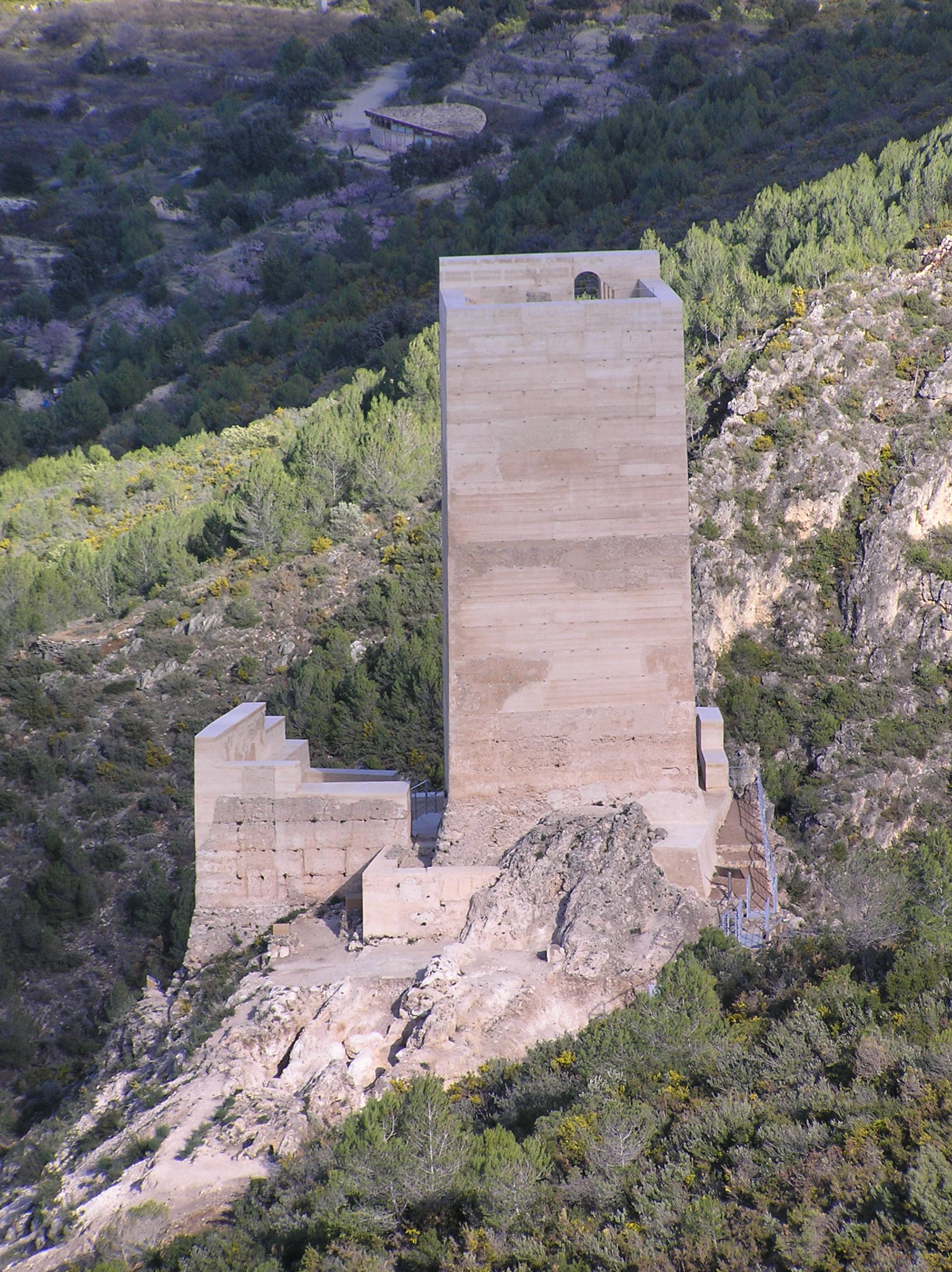
Castillo de Carrícola

- Castillo de Carrícola: fortificación rural extra urbana de carácter militar construida en los siglos XII y XIII que se sitúa sobre una roca, en la parte izquierda del barranco del Paraje Natural Protegido Ombría del Benicadell. Tiene un gran interés arqueológico, etnográfico e histórico-artístico que ha sido declarado Bien de Interés Cultural por la Generalidad Valenciana. Consta de una torre y un patio de armas y se integra dentro de la Ruta del Castillo de Carrícola y otras Joyas del Palomar (SL-CV 118). Se trata de un sendero de dificultad media (6150 m) convenientemente señalizado con paneles explicativos y mesas de interpretación de los diferentes recursos con los que cuenta (antiguas neveras, corrales de ganadería, casas de labradores, hornos de cal y carboneras, fuentes antiguas, el Castillo, etc.)

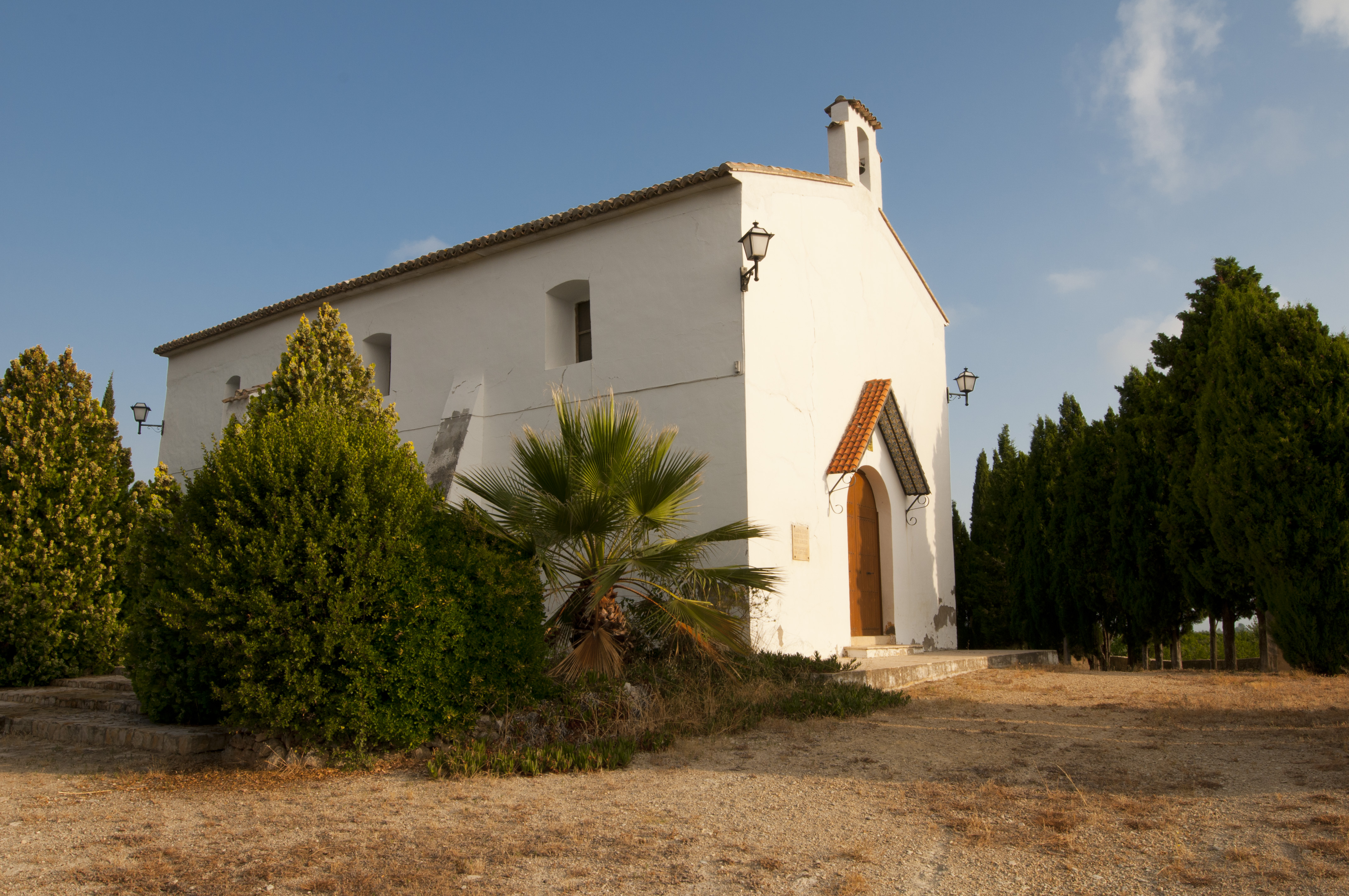
Ermita del Rosario

- Ermita del Rosario: edificio construido en el siglo XIX y en un primer momento fue utilizado como sala de reuniones del Consejo y como primera escuela. Cuenta con una única nave distribuida en tres tramos articulados por pilares que se manifiestan en el exterior mediante contrafuertes. Su aspecto exterior es simple y recuerda a la arquitectura rural típica valenciana. Está rodeada por un calvario y un espacio ajardinado.

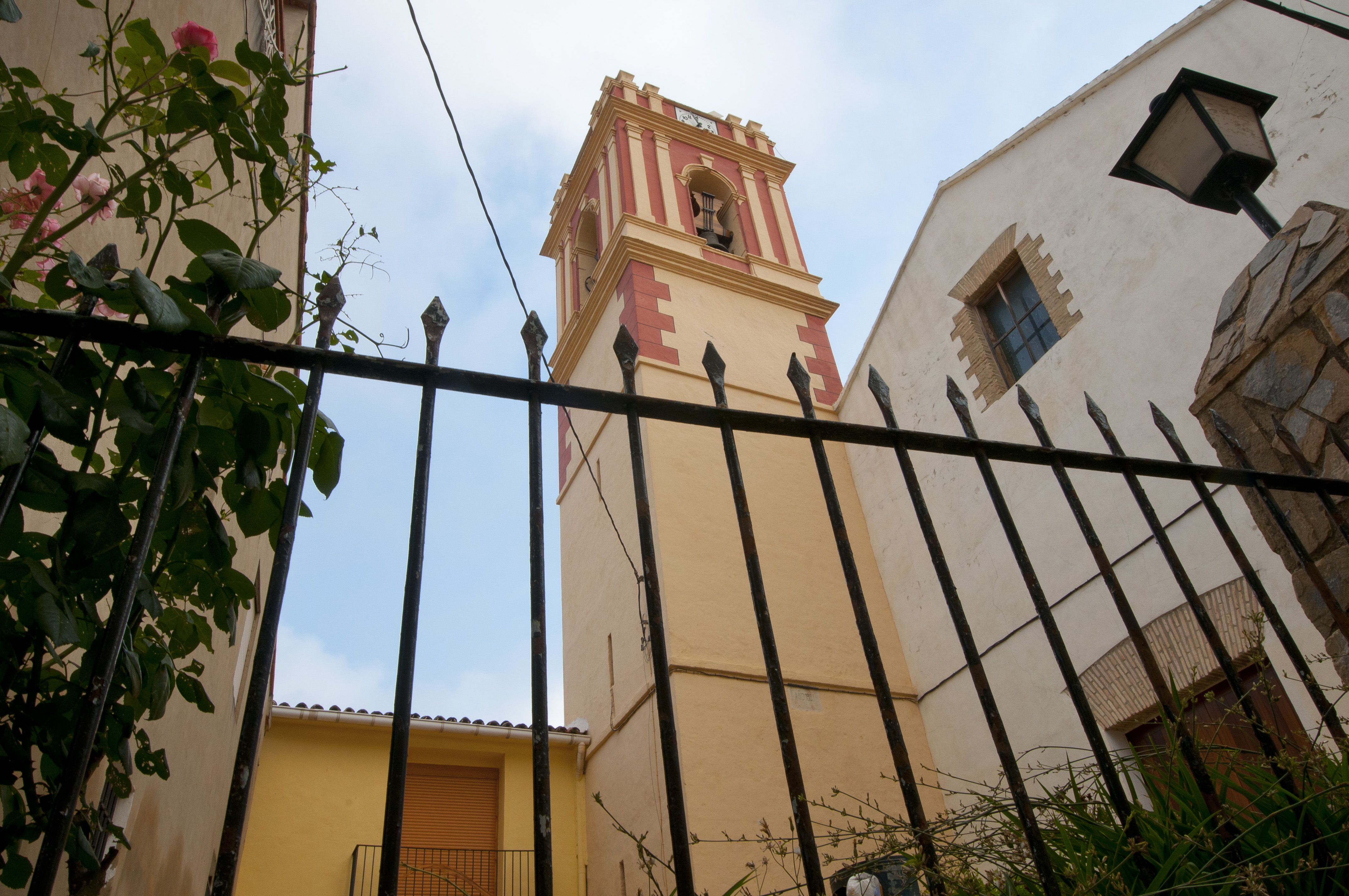
Campanario

- Iglesia de San Pedro Apóstol: construida en el siglo XVII, pero su actual aspecto barroco es del siglo XVIII. En su interior alberga diversas capillas dedicadas a diferentes figuras (San Pedro, la Virgen de los Dolores, el Santo Sepulcro, la Virgen del Carmen, etc.). También destaca el museo parroquial y el retablo mayor de inspiración barroca dedicado a San Pedro Apóstol que cuenta con un conjunto pictórico dedicado a su figura y que sigue una ordenación circular alrededor de la escultura central, cronológica y biográfica al mismo tiempo que simbólica. Junto al edificio se puede admirar el campanario, una torre típica del ámbito rural valenciano que está rematada por tres campanas: la Marianna, la de la Sagrada Familia y la de San Pedro.
- Casas. En el núcleo urbano destacan algunas casas por su antigüedad o su valor intrínseco como parte de la herencia cultural. Así se pueden admirar varias de ellas en la plaza de la Virgen de los Desamparados, en la plaza Constitución, la calle Els Forns o Els Llorers. Unas son casonas construidas en el siglo XVIII y XIX. Otras son casas grandes de agricultores acomodados, llenas de elementos arquitectónicos clasicistas. Las últimas son casas modestas de agricultores que se conservan prácticamente en su estado original.
- La Sala. Se trata de un edificio construido en el siglo XVII que acogió las primeras reuniones del Consejo, el primer Ayuntamiento de la localidad. Actualmente alberga una exposición museográfica en la que se puede conocer el proceso de restauración del Castillo de Carrícola y observar diferentes piezas arqueológicas encontradas durante esta restauración.

## Lugares de interés
- Parque Font de Sis. Se trata de un paraje natural rodeado de chopos donde podemos encontrar el antiguo lavadero y la fuente de seis chorros que le da nombre. En él podemos recorrer la senda del barranco de la Junda que circula por la falda del barranco que lleva su nombre, a la orilla del río. Cuenta con una zona de juegos infantil que incluye diversos columpios y una tirolina. El paraje se ha convertido en el escenario perfecto de muchos acontecimientos locales, comarcales y provinciales y en el lugar escogido por muchos vecinos y vecinas para pasar un día rodeados de naturaleza.

## Fiestas
- Fiestas del Chopo. La fiesta del Xop es una de las más importantes de la localidad y de la comarca que ha sido declarada fiesta de Interés Turístico Local de la Comunidad Valenciana. Se trata de una celebración milenaria y tradicional, una representación etnográfica muy arcaica y anterior a la propia existencia del Palomar como pueblo. Entre los actos más destacados están el baile de los pastores que recorre las calles de la localidad, la plantada del árbol que se realiza de una manera manual -como se hacía antiguamente-, la ofrenda de flores a la Virgen de los Desamparados a quien están dedicadas las fiestas y el baile de la bandera. Todo esto tiene lugar el segundo fin de semana de mayo, cuando se planta el árbol que se mantiene erguido en la plaza hasta el cuarto fin de semana de mayo, cuando se tala de manera manual.
- Fiestas patronales y de Moros y Cristianos. Se celebran cada año la tercera semana del mes de agosto y están dedicadas a la Sagrada Familia y el Cristo del Milagro. Los días grandes comienzan el jueves de esa semana y terminan el martes de la siguiente. Entre las actividades que se pueden disfrutar están las cucañas, juegos y el parque infantil para los más pequeños, la noche de las danzas (jueves), la cabalgata y el día de los disfraces (viernes), la Diana y la Entrada de Moros y Cristianos (sábado), las misas y procesiones en honor de la Sagrada Familia y el Cristo del Milagro (domingo y lunes respectivamente), las actuaciones musicales y teatrales durante las noches y el día de las paellas (martes).
- Fiestas de Navidad. Estas fiestas son muy apreciadas por todos los vecinos del Palomar por todo lo que representan. Los actos más destacados son los Aguinaldos de Nochebuena y los dos días de Navidad y la Despertà en la madrugada de Nochevieja. Estos dos últimos actos se mantienen y cuidan en El Palomar para conservar viva esta tradición, con la que los vecinos recorren las calles cantando canciones antiguas y típicas de este pueblo. Al finalizar cada uno de ellos todos comparten mistela y polvorones después de los Aguinaldos y chocolate caliente con pastas después de la Despertà.
- Fiestas de San Antonio. Desde hace unos años El Palomar ha recuperado esta festividad que se celebra a finales de enero. Cuando llega, los jóvenes preparan la hoguera cortando leña y una vez está todo a punto recogen a la persona más vieja del municipio para que la encienda. Junto al fuego, todo el que quiera disfruta de una cena popular. Al día siguiente se celebra una misa en honor del santo y se bendicen los animales al calor de las brasas.